# HD 81157
HD 81157，又名CP-54 2213，SAO 236887、HR 3732，是一颗恒星，视星等为5.63，位于銀經276.21，銀緯-3.92，其B1900.0坐标为赤經9h 18m 47.3s，赤緯-55° -3.92′ 23″。